# Rolf Börjesson
Rolf Börjesson, född 1942, är en svensk företagsledare.
Han är civilingenjör i kemiteknik från Chalmers tekniska högskola.
Börjesson var verkställande direktör för förpackningsföretaget PLM AB 1989-1996, och rekryterades därefter som VD till brittiska Rexam, som 1999 köpte PLM. Börjesson stannade åtta år som VD och fyra år som styrelseordförande för Rexam, och avgick från denna post 2004.